# GMR-001 하이퍼카
GMR-001 하이퍼카는 제네시스의 고성능 기술력과 미학적 정체성을 집약한 레이싱 차량이다.

## 상세
2024년 12월 4일, UAE 두바이에서 열린 제네시스 모터스포츠 프리미어 행사에서 GMR-001 하이퍼카의 디자인이 공개됐다. 제네시스의 고성능 모델인 '마그마'에서 영감을 얻은 디자인이 적용됐으며 제네시스의 시그니처 두 줄 디자인을 바탕으로 공기역학적인 구조와 볼륨감을 완성했다. 전면부터 후면까지 자연스럽게 이어지는 아치형의 '파라볼릭 라인'이 적용됐으며, 후면에는 액티브 스포일러가 장착됐다.
2025년 4월 16일에 GMR-001 하이퍼카의 실차 디자인 모델이 공개됐다. GMR-001 하이퍼카는 제네시스 마그마 레이싱팀의 리버리가 반영됐다. 전면부터 후면까지 이어지는 아치형의 파라볼릭 라인이 적용됐으며, 차량 하단부에 냉각 효율을 높여주는 언더바디 플레이트가 적용됐다.

## 같이 보기
- 제네시스 마그마